# Persone di nome Ivan/Calciatori
| Questa pagina contiene informazioni ricavate automaticamente dalle voci biografiche con l'ausilio del template Bio e di un bot. L'aggiornamento è periodico e automatico e ricostruisce completamente la pagina. Se manca una persona in questa lista, sei pregato di non aggiungerla, ma accertati piuttosto che la sua voce biografica contenga il template Bio e che i dati anagrafici siano correttamente compilati. Se il template Bio manca, inseriscilo tu stesso o, in alternativa, metti l'avviso {{tmp\|Bio}} che ne segnala la mancanza. Se i dati riportati sono sbagliati, correggi direttamente la voce biografica; le modifiche saranno visibili in questa lista entro pochi giorni. Per chiarimenti vedi il progetto antroponimi. La lista contiene solo le 252 persone che sono citate nell'enciclopedia e per le quali è stato implementato correttamente il template Bio. Pagina aggiornata al 22 lug 2025. |

Questa è una lista di persone presenti nell'enciclopedia che hanno il nome Ivan e sono calciatori.

## A(2)
- Ivan Aleksić, calciatore croato (Osijek, n. 1993)
- Ivan Antunović, calciatore croato (Požega, n. 1995)

## B(25)
- Ivan Babić, calciatore croato (Zagabria, n. 1984)
- Ivan Bachar, calciatore bielorusso (Minsk, n. 1998)
- Ivan Bandalovski, ex calciatore bulgaro (Sofia, n. 1986)
- Ivan Banić, calciatore croato (Signo, n. 1994)
- Ivan Baraban, calciatore croato (Vinkovci, n. 1988)
- Ivan Bašić, calciatore bosniaco (Imoschi, n. 2002)
- Ivan Bek, calciatore jugoslavo (Belgrado, n. 1909 - Sète, † 1963)
- Ivan Belák, ex calciatore slovacco (Handlová, n. 1978)
- Ivan Belošević, calciatore jugoslavo (Sisak, n. 1909 - Belgrado, † 1987)
- Ivan Benito, ex calciatore svizzero (Aarau, n. 1976)
- Ivan Bertuolo, ex calciatore italiano (Laives, n. 1947)
- Ivan Bilský, calciatore cecoslovacco (Šenkvice, n. 1955 - † 2016)
- Ivan Blažević, calciatore croato (Zagabria, n. 1992)
- Ivan Bobko, ex calciatore ucraino (Odessa, n. 1990)
- Ivan Bošnjak, ex calciatore croato (Vinkovci, n. 1979)
- Ivan Božović, calciatore serbo (Kragujevac, n. 1990)
- Ivan Božić, calciatore croato (Vinkovci, n. 1997)
- Ivan Brečević, calciatore croato (Capodistria, n. 1987)
- Ivan Brikner, calciatore ucraino (Lysjatyči, n. 1993)
- Ivan Brkić, calciatore croato (Koprivnica, n. 1995)
- Ivan Brnić, calciatore croato (Spalato, n. 2001)
- Ivor Broadis, calciatore e allenatore di calcio inglese (Isle of Dogs, n. 1922 - † 2019)
- Ivan Budinčević, ex calciatore jugoslavo (Subotica, n. 1955)
- Ivan Bugli, ex calciatore sammarinese (n. 1978)
- Ivan Bukenya, ex calciatore ugandese (Kampala, n. 1991)

## C(7)
- Ivan Cačev, calciatore bulgaro (Varna, n. 1989)
- Ivan Castiglia, ex calciatore italiano (Cosenza, n. 1988)
- Ivan Cjupa, calciatore ucraino (Elyzavetivka, n. 1993)
- Ivan Crnov, calciatore croato (Gornji Vakuf-Uskoplje, n. 1988)
- Ivan Cvetkov, ex calciatore e dirigente sportivo bulgaro (Blagoevgrad, n. 1979)
- Ivan Cvetković, calciatore serbo (Prizren, n. 1981)
- Ivan Cvjetković, ex calciatore croato (Strošinci, n. 1960)

## D(12)
- Ivan Davidov, calciatore bulgaro (Sofia, n. 1943 - Sofia, † 2015)
- Ivan Dejanov, calciatore bulgaro (n. 1937 - † 2018)
- Ivan Delić, ex calciatore montenegrino (Titograd, n. 1986)
- Ivan Delić, calciatore croato (Spalato, n. 1998)
- Ivan Milanov Dimitrov, calciatore bulgaro (Sofia, n. 1935 - Sofia, † 2019)
- Ivan Djantou, calciatore camerunese (Douala, n. 2002)
- Ivan Djulgerov, calciatore bulgaro (Varna, n. 1999)
- Ivan Dolček, calciatore croato (Koprivnica, n. 2000)
- Ivan Dreyfus, calciatore svizzero (Aarburg, n. 1884 - Neuilly-sur-Seine, † 1975)
- Ivan Dudić, ex calciatore serbo (Zemun, n. 1977)
- Ivan Durdov, calciatore croato (Spalato, n. 2000)
- Ivan Dzenisevič, ex calciatore bielorusso (Hrodna, n. 1984)

## E(4)
- Ivan Egorov, calciatore russo (n. 1891 - † 1943)
- Ivan Elez, ex calciatore croato (Spalato, n. 1981)
- Ivan Ergić, ex calciatore serbo (Sebenico, n. 1981)
- Ivan Enin, calciatore russo (Cherson, n. 1994)

## F(9)
- Ivan Fatić, ex calciatore montenegrino (Pljevlja, n. 1988)
- Ivan Filatov, ex calciatore kirghiso (Bishkek, n. 1988)
- Ivan Filipović, calciatore croato (Slavonski Brod, n. 1994)
- Ivan Fiolić, calciatore croato (Zagabria, n. 1996)
- Ivan Firer, ex calciatore sloveno (Celje, n. 1984)
- Ivan Firotto, calciatore italiano (San Donà di Piave, n. 1935 - San Donà di Piave, † 2008)
- Ivan Franjić, calciatore australiano (Melbourne, n. 1987)
- Ivan Fuštar, calciatore croato (Spalato, n. 1989)
- Ivan Näsberg, calciatore norvegese (Oslo, n. 1996)

## G(8)
- Ivan Gajer, calciatore croato (Zara, n. 1909 - Zagabria, † 1982)
- Ivan Galić, calciatore croato (Slavonski Brod, n. 1995)
- Ivan Gamberini, ex calciatore italiano (Ravenna, n. 1967)
- Ivan Goranov, calciatore bulgaro (Velingrad, n. 1992)
- Ivan Graf, calciatore croato (Zagabria, n. 1987)
- Ivan Granec, calciatore croato (Zagabria, n. 1895 - Zagabria, † 1923)
- Ivan Gregori, ex calciatore italiano (Oderzo, n. 1947)
- Ivan Gudelj, ex calciatore e allenatore di calcio jugoslavo (Imoschi, n. 1960)

## H(7)
- Ivan Hecko, ex calciatore sovietico (Dnipropetrovs'k, n. 1968)
- Ivan Herceg, calciatore croato (Zagabria, n. 1990)
- Ivan Hladík, calciatore slovacco (Myjava, n. 1993)
- Ivan Hlevnjak, calciatore croato (El Shatt, n. 1944 - Spalato, † 2015)
- Ivan Hodúr, ex calciatore slovacco (Šaľa, n. 1979)
- Ivan Horvat, calciatore e allenatore di calcio jugoslavo (Sisak, n. 1926 - Gnivizze, † 2012)
- Ivan Hrdlička, ex calciatore cecoslovacco (Bratislava, n. 1943)

## I(7)
- Ivan Ibriks, calciatore croato (Virovitica, n. 1987)
- Ivan Ignat'ev, calciatore russo (Ačinsk, n. 1999)
- Ivan Ilić, calciatore serbo (Niš, n. 2001)
- Ivan Kamenov Ivanov, ex calciatore bulgaro (Zlatica, n. 1988)
- Ivan Vasilev Ivanov, calciatore bulgaro (Pernik, n. 1942 - Varna, † 2006)
- Ivan Ivanović, calciatore montenegrino (Bijelo Polje, n. 1989)
- Ivan Ivančenko, calciatore russo (Perm', n. 1998)

## J(11)
- Ivan Janjušević, ex calciatore montenegrino (Nikšić, n. 1986)
- Ivan Jaremčuk, ex calciatore sovietico (Velykyj Byčkiv, n. 1962)
- Ivan Jazbinšek, calciatore jugoslavo (Zagabria, n. 1914 - Zagabria, † 1996)
- Ivan Jensen, calciatore danese (Copenaghen, n. 1922 - Vedbæk, † 2009)
- Ivan Jerković, ex calciatore croato (Spalato, n. 1979)
- Ivan Jolić, ex calciatore bosniaco (Livno, n. 1980)
- Ivan Jordanov, calciatore bulgaro (Rakovski, n. 2000)
- Ivan Josović, calciatore serbo (Ivanjica, n. 1989)
- Ivan Jovanović, ex calciatore serbo (Leskovac, n. 1978)
- Ivan Jukić, calciatore bosniaco (Vitez, n. 1996)
- Ivan Jurišić, ex calciatore jugoslavo (Zrenjanin, n. 1956)

## K(23)
- Ivan Kaljužnyj, calciatore ucraino (Dovžyk, n. 1998)
- Ivan Kamberipa, calciatore namibiano (n. 1994)
- Ivan Karadžov, ex calciatore bulgaro (Kresna, n. 1989)
- Ivan Kardum, calciatore croato (Osijek, n. 1987)
- Ivan Kecojević, ex calciatore montenegrino (Antivari, n. 1988)
- Ivan Kelava, ex calciatore croato (Zagabria, n. 1988)
- Ivan Klasnić, ex calciatore croato (Amburgo, n. 1980)
- Ivan Knezović, calciatore croato (Spalato, n. 1982)
- Ivan Knežević, ex calciatore montenegrino (Podgorica, n. 1986)
- Ivan Kokonov, calciatore bulgaro (Sliven, n. 1991)
- Ivan Kolev, calciatore e allenatore di calcio bulgaro (Sofia, n. 1930 - Sofia, † 2005)
- Ivan Komarov, calciatore russo (Slavjansk-na-Kubani, n. 2003)
- Ivan Konovalov, calciatore russo (Balašicha, n. 1994)
- Ivan Kostić, calciatore serbo (Zaječar, n. 1995)
- Ivan Kovačec, calciatore croato (Zagabria, n. 1988)
- Ivan Kozák, ex calciatore slovacco (Považská Bystrica, n. 1970)
- Ivan Krajčírik, calciatore slovacco (n. 2000)
- Ivan Kričak, calciatore serbo (Belgrado, n. 1996)
- Ivan Krstanović, ex calciatore bosniaco (Tomislavgrad, n. 1983)
- Ivan Krstić, calciatore jugoslavo (n. 1980 - Niš, † 2000)
- Ivan Kryvošejenko, ex calciatore ucraino (Priluki, n. 1984)
- Ivan Kuz'mičëv, calciatore russo (Togliatti, n. 2000)
- Ivan Kuzmenko, calciatore sovietico (Dnipro, n. 1912 - Campo di concentramento di Syrec', † 1943)

## L(12)
- Ivan Lakićević, calciatore serbo (Belgrado, n. 1993)
- Ivan Lanni, ex calciatore italiano (Alatri, n. 1990)
- Ivan Lendrić, calciatore croato (Salona, n. 1991)
- Ivan Lepinjica, calciatore croato (Fiume, n. 1999)
- Ivan Levenec, ex calciatore russo (Anapskaja, n. 1980)
- Ivan Lietava, calciatore slovacco (Bratislava, n. 1983)
- Ivan Ljubic, calciatore austriaco (Vienna, n. 1996)
- Ivan Lobaj, calciatore ucraino (Červonohrad, n. 1996)
- Ivan Lomaev, calciatore russo (Gur'evsk, n. 1999)
- Ivan Lovrić, ex calciatore croato (Spalato, n. 1985)
- Ivan Lukačević, calciatore jugoslavo (Osijek, n. 1946 - † 2003)
- Ivan Lučić, calciatore austriaco (Vienna, n. 1995)

## M(24)
- Ivan Maeŭski, ex calciatore bielorusso (Magdeburgo, n. 1988)
- Ivan Mamut, calciatore croato (Spalato, n. 1997)
- Ivan Marconi, calciatore italiano (Brescia, n. 1989)
- Ivan Mariz, calciatore brasiliano (Belém, n. 1910 - Rio de Janeiro, † 1982)
- Ivan Markelov, calciatore russo (Mosca, n. 1988)
- Ivan Marković, calciatore serbo (Belgrado, n. 1994)
- Ivan Marković, calciatore serbo (Belgrado, n. 1991)
- Ivan Martić, ex calciatore svizzero (Uzwil, n. 1990)
- Ivan Matjaž, calciatore ucraino (Donec'k, n. 1988)
- Ivan Matteoni, ex calciatore sammarinese (San Marino, n. 1971)
- Ivan Medvid, ex calciatore bosniaco (Spalato, n. 1977)
- Iván Menczel, calciatore ungherese (Karancsalja, n. 1941 - † 2011)
- Ivan Mesík, calciatore slovacco (Banská Bystrica, n. 2001)
- Ivan Metodiev, calciatore bulgaro (n. 1955 - † 2006)
- Ivan Miladinović, calciatore serbo (Ćuprija, n. 1994)
- Ivan Miličević, calciatore croato (Osijek, n. 1988)
- Ivan Milosavljević, calciatore serbo (Kragujevac, n. 2000)
- Ivan Milošević, ex calciatore serbo (Čačak, n. 1984)
- Ivan Minčev, calciatore bulgaro (Kazanlăk, n. 1991)
- Ivan Mitrov, calciatore macedone (Kočani, n. 1988)
- Ivan Montana, calciatore italiano
- Ivan Montana, calciatore jugoslavo (Spalato, n. 1906 - Spalato, † 1930)
- Ivan Močinić, ex calciatore croato (Fiume, n. 1993)
- Ivan Mráz, calciatore, allenatore di calcio e giornalista cecoslovacco (Levoča, n. 1941 - Heredia, † 2024)

## N(7)
- Ivan Cavaleiro, calciatore portoghese (Vila Franca de Xira, n. 1993)
- Ivan Nagayev, ex calciatore uzbeko (Tashkent, n. 1989)
- Ivan Nekić, calciatore croato (Zadar, n. 2000)
- Ivan Nevistić, calciatore croato (Đakovo, n. 1998)
- Ivan Novosel'cev, ex calciatore russo (Mosca, n. 1991)
- Ivan Novák, calciatore cecoslovacco (Třebíč, n. 1942 - Praga, † 2024)
- Ivan Ntege, calciatore ugandese (Uganda, n. 1994)

## O(6)
- Ivan Obljakov, calciatore russo (Vyndin Ostrov, n. 1998)
- Ivan Obradović, ex calciatore serbo (Belgrado, n. 1988)
- Iván Fernando Ochoa, calciatore messicano (Tampico, n. 1996)
- Ivan Olejnikov, calciatore russo (Podol'sk, n. 1998)
- Ivan Ordec', calciatore ucraino (Volnovacha, n. 1992)
- Ivan Ostojić, calciatore serbo (Pančevo, n. 1989)

## P(15)
- Ivan Paskov, ex calciatore bulgaro (Sofia, n. 1973)
- Ivan Paurević, ex calciatore croato (Essen, n. 1991)
- Ivan Pavlica, ex calciatore jugoslavo (Zagabria, n. 1944)
- Ivan Pavlić, calciatore olandese (Rotterdam, n. 2001)
- Ivan Pedrelli, ex calciatore italiano (Bologna, n. 1986)
- Ivan Pejčić, ex calciatore serbo (Niš, n. 1982)
- Ivan Perišić, calciatore croato (Spalato, n. 1989)
- Ivan Pešić, calciatore croato (Sebenico, n. 1992)
- Ivan Petrjak, calciatore ucraino (Smila, n. 1994)
- Ivan Petrović, ex calciatore serbo (Kragujevac, n. 1993)
- Ivan Posavec, calciatore croato (Varaždin, n. 1998)
- Ivan Provedel, calciatore italiano (Pordenone, n. 1994)
- Ivan Prtajin, calciatore croato (Zadar, n. 1996)
- Ivan Pryvalov, calciatore sovietico (Charkiv, n. 1902 - Charkiv, † 1974)
- Ivan Pudar, ex calciatore croato (Zemun, n. 1961)

## Q(2)
- Ivan Quaresma da Silva, calciatore brasiliano (Rio das Pedras, n. 1997)
- Ivan Quintans, ex calciatore liechtensteinese (Schaan, n. 1989)

## R(8)
- Ivan Radoš, ex calciatore croato (Zagabria, n. 1984)
- Ivan Rajčić, ex calciatore croato (Spalato, n. 1981)
- Ivan Ranđelović, ex calciatore serbo (Niš, n. 1974)
- Ivan Režić, ex calciatore croato (Spalato, n. 1979)
- Ivan Rocha, ex calciatore brasiliano (São Paulo, n. 1969)
- Ivan Rodić, calciatore croato (Spalato, n. 1985)
- Ivan Rogač, calciatore serbo (Nikšić, n. 1992)
- Ivan Runje, ex calciatore croato (Spalato, n. 1990)

## S(15)
- Ivan Sadoŭničy, calciatore bielorusso (Hrodna, n. 1987)
- Ivan Saenko, ex calciatore russo (Maslovka, n. 1983)
- Ivan Santini, calciatore croato (Zara, n. 1989)
- Ivan Schranz, calciatore slovacco (Bratislava, n. 1993)
- Ivan Sergeev, calciatore russo (Čerepovec, n. 1995)
- Ivan Sesar, ex calciatore bosniaco (Mostar, n. 1989)
- Ivan Sharpe, calciatore inglese (St Albans, n. 1889 - Southport, † 1968)
- Ivan Smolčić, calciatore croato (Gospić, n. 2000)
- Ivan Solov'ëv, calciatore russo (Kaluga, n. 1993)
- Ivan Starkov, ex calciatore russo (Barnaul, n. 1986)
- Ivan Stevanović, ex calciatore serbo (Čačak, n. 1983)
- Ivan Stojanov, calciatore bulgaro (Sliven, n. 1983)
- Ivan Stojanov, calciatore bulgaro (Sofia, n. 1949 - † 2017)
- Ivan Strinić, ex calciatore croato (Spalato, n. 1987)
- Ivan Tončev, ex calciatore bulgaro (Kărdžali, n. 1973)

## T(14)
- Ivan Taranov, ex calciatore russo (Tomsk, n. 1986)
- Ivan Tatomirović, ex calciatore serbo (Belgrado, n. 1989)
- Ivan Temnikov, calciatore russo (Bratsk, n. 1989)
- Ivan Thys, calciatore belga (Anversa, n. 1897 - Anversa, † 1982)
- Ivan Tilev, calciatore bulgaro (Pazardžik, n. 1999)
- Ivan Todorović, ex calciatore serbo (Belgrado, n. 1983)
- Ivan Tomečak, calciatore croato (Zagabria, n. 1989)
- Ivan Toney, calciatore inglese (Northampton, n. 1996)
- Ivan Toplak, calciatore e allenatore di calcio jugoslavo (Belgrado, n. 1931 - Maribor, † 2021)
- Ivan Trabalík, ex calciatore slovacco (Nitra, n. 1974)
- Ivan Tričkovski, calciatore macedone (Skopje, n. 1987)
- Ivan Trubočkin, ex calciatore ucraino (Kiev, n. 1993)
- Ivan Turicov, calciatore bulgaro (Pleven, n. 1999)
- Ivan Turina, calciatore croato (Zagabria, n. 1980 - Solna, † 2013)

## V(10)
- Ivan Vălčanov, calciatore bulgaro (Sandanski, n. 1991)
- Ivan Vargić, ex calciatore croato (Đakovo, n. 1987)
- Ivan Varlamov, calciatore e allenatore di calcio sovietico (Chutorok, n. 1937 - Mosca, † 2020)
- Ivan Varone, calciatore italiano (Napoli, n. 1992)
- Ivan Vasilev, ex calciatore bulgaro (Kazanlăk, n. 1967)
- Ivan Voroncov, calciatore russo (n. 1890 - † 1917)
- Ivan Vucov, calciatore e allenatore di calcio bulgaro (Gabrovo, n. 1939 - Sofia, † 2019)
- Ivan Vukadinović, ex calciatore serbo (Belgrado, n. 1984)
- Ivan Vuković, ex calciatore montenegrino (Titograd, n. 1987)
- Ivan Vyšnevs'kyj, calciatore sovietico (Myroljubivka, n. 1957 - † 1996)

## W(1)
- Ivan Woods, ex calciatore maltese (Toronto, n. 1976)

## Y(1)
- Ivan Yagan, calciatore belga (Bruxelles, n. 1989)

## Z(5)
- Ivan Zafirov, ex calciatore bulgaro (Sofia, n. 1947)
- Ivan Zammit, ex calciatore maltese (La Valletta, n. 1972)
- Ivan Zgrablić, calciatore croato (Pola, n. 1991)
- Ivan Zlobin, calciatore russo (Tjumen', n. 1997)
- Ivan Zot'ko, calciatore ucraino (Čudniv, n. 1996)

## Ć(4)
- Ivan Ćurković, ex calciatore, allenatore di calcio e dirigente sportivo serbo (Mostar, n. 1944)
- Ivan Ćalušić, calciatore croato (Spalato, n. 1999)
- Ivan Ćubelić, calciatore croato (Spalato, n. 2003)
- Ivan Ćurjurić, calciatore croato (Zara, n. 1989)

## Č(4)
- Ivan Čeliković, calciatore croato (Nova Gradiška, n. 1989 - Čilipi, † 2023)
- Ivan Čerenčikov, ex calciatore russo (Ozjorsk, n. 1984)
- Ivan Čović, calciatore croato (Zagabria, n. 1990)
- Ivan Čvorović, ex calciatore serbo (Belgrado, n. 1985)

## Đ(1)
- Ivan Đorić, calciatore serbo (Niš, n. 1995)

## Š(6)
- Ivan Šantek, calciatore jugoslavo (Zagabria, n. 1932 - Zagabria, † 2015)
- Ivan Šojat, calciatore jugoslavo (Josipdol, n. 1900 - Zagabria, † 2001)
- Ivan Šunjić, calciatore bosniaco (Zenica, n. 1996)
- Ivica Šurjak, ex calciatore jugoslavo (Spalato, n. 1953)
- Ivan Šaponjić, calciatore serbo (Nova Varoš, n. 1997)
- Ivan Špakov, ex calciatore russo (Kingisepp, n. 1986)

## Ž(2)
- Ivan Živanović, ex calciatore serbo (Šabac, n. 1981)
- Ivan Želizko, calciatore ucraino (Leopoli, n. 2001)